# Põltsamaa
Põltsamaa (en alemán Oberpahlen) es una ciudad de Estonia situada en el condado de Jõgeva.
El origen etimológico de Põltsamaa proviene de su ubicación y significa, detrás del río Pala (Navesti), ya que este río se encuentra a 10 km al oeste de la ciudad.
Põltsamaa es conocida como la capital del vino en Estonia, además de por sus puentes y sus jardines de rosas. 
Está situada en la carretera Tallin - Tartu (en estonio Tallinn-Tartu maantee). En la localidad se conservan las ruinas del palacio del único rey estonio que ha existido en el país.

## Geografía
Põltsamaa es el segundo municipio por población del condado de Jõgeva. Se encuentra rodeada totalmente por el término del municipio rural de Põltsamaa. El río homónimo atraviesa la ciudad de noroeste a sureste.
El río Alastvere recorre el límite este del término municipal, en él existe un pequeño embalse cuyas aguas se encuentran entre los términos de Põltsamaa y el municipio rural de Põltsamaa.
La ciudad se sitúa a 113 km al sureste de Tallin y a 53 km al noroeste de Tartu.

## Historia
La población de Põltsamaa nació y se desarrolló, como otras muchas localidades estonias, a los pies de su castillo, construido en 1272 tras la conquista germana de Estonia.
A lo largo del tiempo la historia de Põltsamaa ha corrido paralela a la de su castillo y sus habitantes, y no es hasta principios del siglo XX, que la población toma relevancia.
En 1570 el duque Magnus de Holstein, hermano de Federico II de Dinamarca, obispo de Ösel y Wiek (Saaremaa y Muhu) fue nombrado rey de Livonia por Iván el Terrible. Este rey fijó su residencia en el castillo de Põltsamaa. Debido a que su intento, encargado por el Zar, de conquistar Reval a los suecos fue fallido, tuvo que huir perseguido por las tropas que es Zar mandó contra él. Magnus es considerado el único rey nacional que Estonia ha tenido a lo largo de su historia.

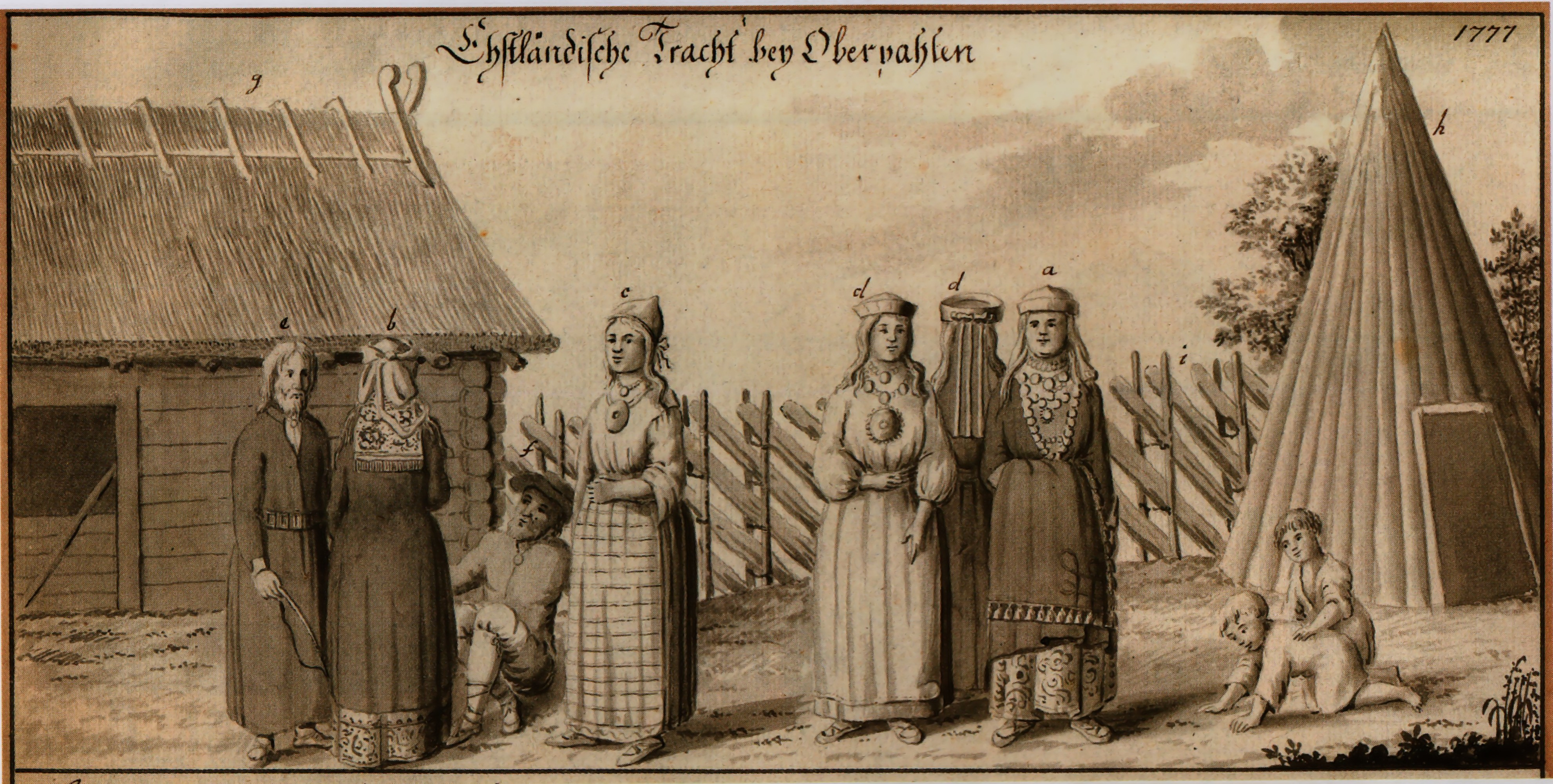
Vestido típico del folklóre de Põltsamaa, lámina realizada por Augugst Wilhelm Hupel.

En 1766 Augugst Wilhelm Hupel, que fue ministro de la iglesia local, comenzó aquí la publicación de la primera revista en idioma estonio la Lühhike öppetus.
Tras la independencia de Estonia en 1920 Põltsamaa obtuvo el estatus de municipio rural. A raíz de la creación de la  Põltsamaa Tehased, una cooperativa de fábricas, se inició un periodo de prosperidad que trajo consigo el desarrollo del municipio, el aumento de la población y como consecuencia de estos cambios el reconocimiento de los derechos de ciudad el 30 de junio de 1926. 
George Kold, que fue elegido alcalde en 1929, comenzó una serie de acciones que transformaron la ciudad, como la reforma del castillo, la pavimentación de las calles y la creación de unos baños. 
En los años 30 se construyó una central eléctrica local que posibilitó la iluminación de las calles. En esta época se encuentran en la ciudad varias fábricas de hierro, harina y maderas, además aprovechando el paso por la localidad de la carretera que une Tallin con Tartu se ubican en la misma tres hoteles. En la ciudad se instalan también un hospital y tres escuelas y se editan tres periódicos.
Tras la Segunda Guerra Mundial, Põltsamaa se encontraba gravemente afectada ya que el 75 % de la ciudad había sido destruida. 
Con la llegada del régimen soviético, Põltsamaa experimentó un importante proceso de recuperación en parte gracias a que entre los años 1950 y 1965 la ciudad fue convertida en la capital del condado. Se crearon numerosas mejoras en la localidad, como un club, una sauna, un estadio, un cine, una piscina...  Así mismo se comenzó a imprimir en la ciudad el periódico del condado, el Kiir.
En los últimos años de dominio soviético resurgió con fuerza el sentimiento nacional estonio en todo el país, hecho del que no es ajeno la ciudad, que a través de la Sociedad del Patrimonio Nacional de Põltsamaa promovió la recuperación de antiguos monumentos, la creación de otros nuevos, así como la apertura del museo de la localidad. Además esta institución, que actualmente se llama Sociedad de Historia de Põltsamaa organiza eventos sobre el patrimonio cultural de la región.
Con la nueva independencia de Estonia en 1991 Põltsamaa recobró el estatus de ciudad, perdido durante la época soviética.

## Demografía
La población total de Põltsamaa en 2007 es de 4.690 habitantes.
- Evolución de la población

| Evolución de la población del municipio de Põltsamaa | Evolución de la población del municipio de Põltsamaa | Evolución de la población del municipio de Põltsamaa | Evolución de la población del municipio de Põltsamaa | Evolución de la población del municipio de Põltsamaa | Evolución de la población del municipio de Põltsamaa | Evolución de la población del municipio de Põltsamaa | Evolución de la población del municipio de Põltsamaa | Evolución de la población del municipio de Põltsamaa | Evolución de la población del municipio de Põltsamaa |
| Año                                                  | 1989                                                 | 2000                                                 | 2001                                                 | 2002                                                 | 2003                                                 | 2004                                                 | 2005                                                 | 2006                                                 | 2007                                                 |
| ---------------------------------------------------- | ---------------------------------------------------- | ---------------------------------------------------- | ---------------------------------------------------- | ---------------------------------------------------- | ---------------------------------------------------- | ---------------------------------------------------- | ---------------------------------------------------- | ---------------------------------------------------- | ---------------------------------------------------- |
| Población                                            | 5.207                                                | 4.849                                                | 4.837                                                | 4.819                                                | 4.801                                                | 4.761                                                | 4.738                                                | 4.717                                                | 4.690                                                |

## Lugares de interés
Põltsamaa conserva cierto aire medieval gracias a su castillo e iglesia. Durante el verano la ciudad organiza eventos culturales tales como el concierto de música clásica o el día del vino.
La ciudad es también conocida por sus puentes, que cruzan el río Põltsamaa y dan acceso a las islas fluviales, las cuales albergan los famosos parques de rosas de la localidad, que cuentan con más de 900 especies diferentes de esta planta.

### Castillo de Põltsamaa
La construcción del castillo se inició en el año 1272 después de la conquista del territorio por la Orden Teutónica, siendo maestre de esta Otto von Rodenstein. La fortificación se erigió a orillas del río Põltsamaa, como un eslabón más del sistema de fortificaciones que protegían la frontera norte de la Orden.
El castillo se rodeó de una muralla y un foso.  A lo largo de la historia el castillo sufrió numerosas reformas con objetivo de adaptarlo a la aparición de nuevas armas y formas de asedio, así se elevó la altura de los muros y se construyeron en sus esquinas torres defensivas. En el siglo XVI, se levantó una torre con muros de hasta cuatro metros de espesor.
Durante la guerra de Livonia (1558 - 1583), la fortaleza fue repetidamente atacada y saqueada. 
En 1750 Woldemar Johann von Lauw, tomó posesión del castillo convirtiéndolo en un palacio de estilo rococó y rodeó el edificio con un gran parque.
Actualmente se conservan las ruinas del castillo en cuyo patio interior se celebran eventos al aire libre durante el verano.

### Museo
Museo de Poltsamaa se inauguró en 1997, se encuentra situado dentro del Castillo, y en él se muestra la historia de la ciudad y se exponen fotografías antiguas de la fortaleza.
Una de las más importantes piezas del museo es un sillar labrado que muestra dos cabezas humanas enfrentadas. Único objeto que se conserva de la antigua iglesia destruida en 1600. Otros objetos interesantes que se muestran en el museo son el órgano de la iglesia que data del siglo XIII y que ha sido recientemente restaurado y una exposición de piezas de la porcelana local.

### Iglesia de San Nicolás
La iglesia, construida en el interior de la fortaleza, fue mencionada por primera vez en el año 1234 en una carta del Papa, y destruida en el año 1600. Una nueva iglesia se construyó entre 1632 y 1633 sobre los cimientos de la antigua.
Durante la Segunda Guerra Mundial tanto el castillo como la iglesia sufrieron graves daños, siendo incendiado el 14 de junio de 1941. En 1954 las autoridades soviéticas autorizaron la reconstrucción de la iglesia, para la que se emplearon materiales procedentes de la iglesia de la universidad de Tartu.

## Ciudades hermanadas
| Ciudades hermanadas con Põltsamaa | Ciudades hermanadas con Põltsamaa |
| País                              | Ciudad                            |
| --------------------------------- | --------------------------------- |
| Finlandia                         | Kokemäki                          |